# Agnes von Mansfeld-Eisleben

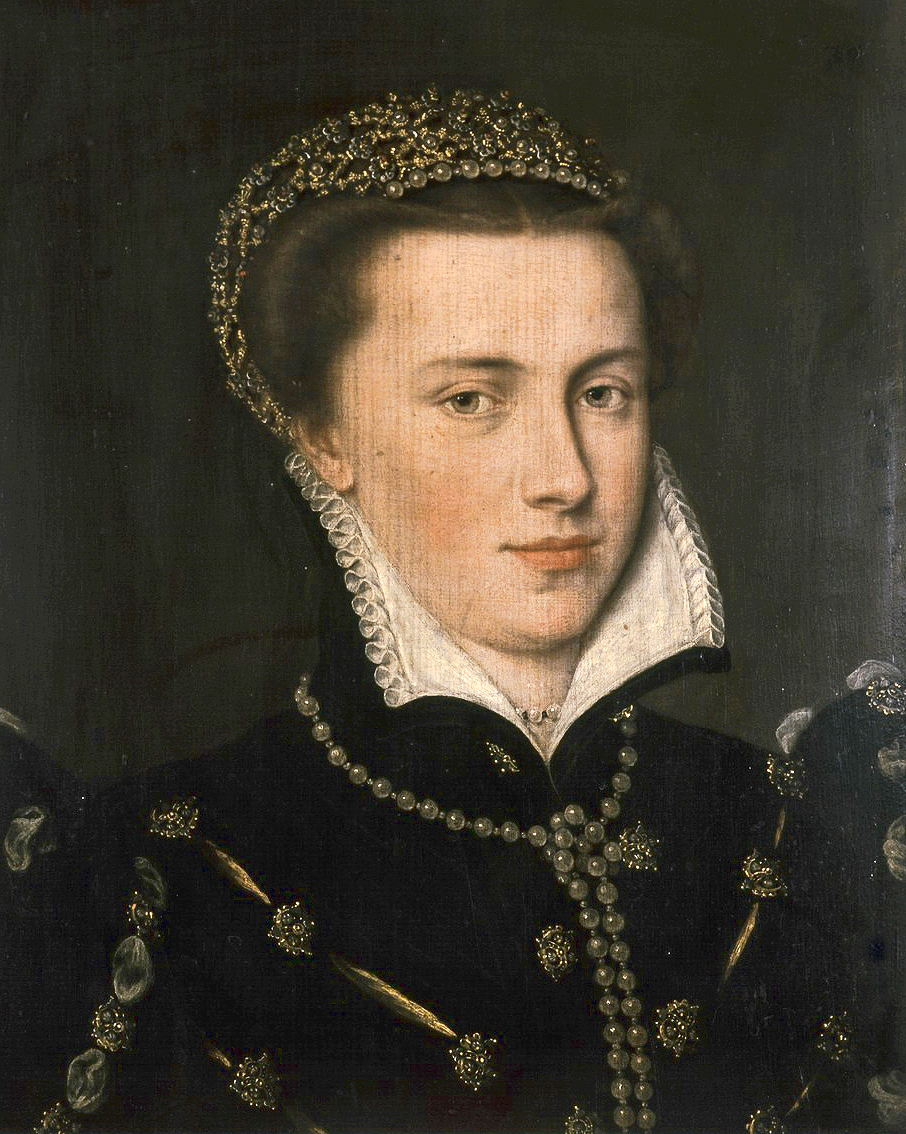
Agnes von Mansfeld-Eisleben auf einem Porträt

Agnes von Mansfeld-Eisleben (* 1551; † 1637) war Gräfin von Mansfeld und Tochter von Johann (Hans) Georg I. von Mansfeld-Eisleben sowie Katharina von Mansfeld-Hinterort. Sie wird auch die schöne Mansfelderin genannt. Historische Quellen beschreiben sie als dunkle Schönheit mit tiefbraunen Augen. Aus Liebe zu ihr konvertierte der Kölner Erzbischof Gebhard I. von Waldburg zum evangelischen Glauben und beschwor somit den Truchsessischen Krieg, auch Kölner Krieg genannt, herauf.

## Leben
Als protestantische Kanonissin des Stifts Gerresheim (heute ein Stadtteil von Düsseldorf), die auch eine Präbende im Stift Essen hielt, erregte Agnes von Mansfeld-Eisleben Aufsehen durch ihre Liaison mit dem katholischen Erzbischof und Kurfürsten von Köln, Gebhard I. Truchseß von Waldburg. Die Brüder Agnes’ versuchten zwar, mit Drohungen den Umgang der beiden zu unterbinden, doch hatten sie damit langfristig keinen Erfolg.
Um die Dame seines Herzens zu heiraten, trat Gebhard I. zum Calvinismus über und verlor somit die Rechte an seinem Erzstift. Da er jedoch als weltlicher Kurfürst weiter regieren wollte, machte er sich die katholischen Stände zum Feind, und Papst Gregor XIII. belegte den „Abtrünnigen“ mit dem Kirchenbann. Der Streit zwischen Gebhard und seinen Widersachern gipfelte im Kölner Krieg. Vorher ließ er in der Münzstätte Deutz den sogenannten Protestantischen Trutztaler prägen, der weder seinen Namen noch seinen Titel enthält.
Inmitten der Kriegswirren heirateten Agnes von Mansfeld und Gebhard I. Truchseß von Waldburg am 2. Februar 1583 in Bonn, mussten aber schon bald darauf flüchten, als ihre Zuflucht, die Godesburg, von Ferdinand von Bayern erobert wurde. Es folgte eine mehrjährige Odyssee Agnes’ und ihres Ehemanns quer durch Deutschland. 1589 ließen sie sich in Straßburg nieder. Das Gerücht, wonach Agnes 1585 nach England reiste, um bei Elisabeth I. um Unterstützung zu bitten, wurde durch englische Gelehrte widerlegt. Als Gebhard 1601 in Straßburg verstarb, hatten die katholischen Gegner ihres Mannes – obwohl der Krieg bereits beendet war – der schönen Mansfelderin offenbar noch immer nicht verziehen. In seinem Testament bestimmte Gebhard den Herzog Friedrich I. von Württemberg für die geleisteten Wohltaten zu seinem Erben und betraute diesen mit der Versorgung und dem Schutz seiner Witwe. Agnes lebte bis zu ihrem Tode 1637 unter dem Schutz der Württemberger Herzöge in Württemberg. Begraben wurde sie in Sulzbach.
Das Leben der Agnes von Mansfeld-Eisleben und ihre Verbindung zu Gebhard waren in späteren Jahren Thema diverser Erzählungen sowie Romane und sind heute noch Gegenstand historischer Forschungen (siehe Literatur).